# 射阳湖
射阳湖因古射阳城得名，汉时称射陂，是中华人民共和国江苏省北部里下河地区的一个淡水湖，位于宝应县东北，现有面积约8平方公里。
射阳湖是历史上苏北著名的大湖。古射阳湖大致位于宝应、建湖、盐城、兴化之间。西起今宝应县射阳湖镇、西安丰镇、太仓村一线，北至淮安市境内的泾口镇、左乡（博里镇东）一线，东经九龙口，至阜宁喻口村入海，南连大纵湖，地势低洼，湖荡连片。

## 历史
全新世中期，公元前4000年左右，由于里下河浅水海湾两侧的长江、古淮河挟带泥沙在此堆积成岸外沙堤，古潟湖逐渐形成。战国后，河水泥沙逐渐淤积，形成古射阳湖。漫长历史中，江淮间诸多支流注入淡水，古潟湖逐渐演变为淡水湖。
公元前486年，吴王夫差开通联通江淮的邗沟，“东北通射阳湖”。此后至北宋，射阳湖都是苏北平原上面积最大的湖泊。宋《太平寰宇记》记道：“射阳湖长三百里，阔三十里。”清《盐城县志》亦记载：“射阳湖所从来久远矣，湖最深且阔，能受诸州邑水，东走入海……”
1128年，黄河夺淮后带入大量泥沙，射阳湖群淤塞速度显著加快，湖面萎缩，演变成许多大小湖泊荡地，但射阳湖仍深且广。
1495年后，黄河、淮河、洪泽湖时常决堤，洪患不绝，洪水带着大量泥沙侵入。射阳湖渐淤，成为沼泽型湖泊。清末后，射阳湖区多数或淤为荡滩，或垦为农田。射阳湖成为长条状的河道型湖泊。